# 田島櫻子
田島 櫻子（たじま さくらこ、2004年（平成16年）2月19日 - ）は、日本のファッションモデル、タレント、アイドル。アイドルグループ・Onephonyのメンバー、Peel the Appleの元メンバー。神奈川県出身。2023年2月1日に四宮櫻子に改名したが、同年4月29日に田島櫻子に再改名した。

## 経歴
竹下通りでスカウトされ芸能界入り。2018年3月からすイエんサーガールズに加わった。
2020年7月16日、女性アイドルグループ・Peel the Appleのメンバーとなる。
2022年7月22日、Peel the Appleを卒業した。
2023年2月2日、深瀬美桜プロデュースアイドルグループOnephonyの新メンバーになることが発表される。また同時に、四宮櫻子へ改名したことを発表。
2023年4月29日、Onephony公式Twitterにて四宮櫻子から田島櫻子へ再改名したことを発表。
2024年7月〜9月、Ank Rouge AW collection vol.2〜4にてモデルを務める。
2025年1月17日、michellMacaron 2025春夏モデルを務める事が発表される。
2025年 2月2日、田島櫻子1st 写真集『 さくらんぼ 』発売。
2025年 6月21日、OKINAWA COLLECTION 2025にてモデル出演

## 人物
趣味は、模様替え、動画編集。

## 出演

### テレビドラマ
- 声春っ!（2021年4月29日 - 7月1日、日本テレビ）- レギュラー生徒 役

### 番組
- すイエんサー（2018年度 - 2021年度、Eテレ）

### 舞台
- この中に、一人。（2017年3月18日 - 20日）- 若葉 役
- Shibu3 project STAGE vol.1 パティシエール～リンゴの魔法～（2017年8月11日 - 13日）

### 雑誌
- JSガール

### CM
- Tamagotchi×m!x（たまごっちみくす）（2017年、バンダイ）